# Festausschuss
Ein Festausschuss, in der Schweiz in diesem Kontext stets Organisationskomitee (kurz OK-Team), ist eine Gruppe bestimmter Personen, die Veranstaltungen und Feste vorbereiten und während der Veranstaltungen für deren ordnungsgemäßen Ablauf sorgen. Häufig haben Festausschüsse keine institutionellen Rahmen, d. h. sie werden ad hoc projektbezogen gebildet und lösen sich nach Ablauf der Veranstaltung wieder auf. Dauerhaft bestehende Festausschüsse sind in manchen Vereinssatzungen (Deutschland) bzw. -statuten (Österreich, Schweiz) geregelt.
Außerhalb der Schweiz wird im deutschsprachigen Raum die Bezeichnung Organisationskomitee vor allem bei größeren Anlässen, beispielsweise internationalen Sportanlässen (FIFA-WM, Olympische Spiele) und wissenschaftlichen Tagungen, verwendet.
Eine besondere Bedeutung haben Festausschüsse bei Karnevalsvereinen. Hier sind in Deutschland die Festausschüsse häufig institutionalisiert in Form eingetragener Vereine.